# 大衛·亞倫·貝克
大衛·亞倫·貝克（David Aaron Baker，1963年8月14日—）是一名美國演員，其出演延伸至劇場、電影和電視劇。
在百老匯方面，他最重要的知名角色是1999年東尼獎提名的重演音樂劇《豌豆公主》中的Prince Dauntless。他其後出現在洛蘭·漢斯貝里的《日光下的葡萄干》2004年重演作品，與菲麗西亞·拉沙德、奧德拉·麥克唐納德、莎娜·拉森和尚恩·庫姆斯合演。
在電影方面，他在活地·亞倫的《美蓮達與美蓮達》中演出。他在有聲書中聲演丁·昆士的Odd Thomas。

## 影視作品
- 《色慾都市》（Sex and the City，1998年）飾演 Ted —— 第一季，第6集："Secret Sex"
- 《犯罪心理》（Criminal Minds，2005年）飾演 Will Sykes —— 第一季，第17集："A Real Rain"
- 《再次心动（英语：Once More with Feeling (film)）》（Once More with Feeling，2009年）飾演 Rich
- 《警察世家》（Blue Bloods，2010年）飾演 Father Leo —— 第一季，第6集："Smack Attack"
- 《酒私風雲》（Boardwalk Empire，2010年-2011年）飾演 比爾·法倫，6集
- 《愛情標尾會（英语：And So It Goes (film)）》（And So It Goes，2014年）飾演 David Shaw
- 《國定殺戮日：大選之年》（The Purge: Election Year，2016年）飾演 NFFA Press Secretary Tommy Roseland